# Eupithecia cinnamomata
Eupithecia cinnamomata là một loài bướm đêm trong họ Geometridae.